# Розбірки в Сан-Франциско
Розбірки в Сан-Франциско (кит. трад.: 黄面老虎; англ. Slaughter in San Francisco) — бойовик.

## Сюжет
Сан-Франциско, 1970-і роки. Блиск, красу і відносний спокій мегаполісу ризикує порушити якийсь «Бос», найбільший мафіозі і олігарх, який стрімко прибирає до рук владні структури, підкуповує поліцію і набирає добровольців у свою армію головорізів. Здавалося б, ніхто і ніщо не може перешкодити і тим більше — зупинити самовпевненого і зухвалого бандита, який розгубив свої страх і честь, і який вважає себе вище закону. Однак, колишній поліцейський Дон Вонг, після невипадкового вбивства свого друга і напарника, починає власне розслідування, і виходить на людей «Боса». Відчайдушний і спраглий помсти Дон оголошує війну організованій злочинності і її батькові — всемогутньому і безстрашному, впливовому і невиправному «Босу».

## У ролях
- Дон Вонг — офіцер Дон Вонг
- Сільвія Чан
- Чак Норріс — Чак Слейтер
- Чак Бойд
- Ют Сен Чін — китаєць бандит
- Джеймс Еконмонайдс
- Роберт Дж. Херкьюс
- Ден Іван — капітан Ньюман
- Роберт Джонс — офіцер Джон Самнер
- Чінг-Йінг Лам — китаєць бандит
- Боб Талберт